# مهزلة السيد بتلان
مهزلة السيد بتلان أو مهزلة الأستاذ بتلان  (في اللغة الفرنسية  La Farce de maître Pierre Pathelin أو La Farce de Pathelin أو Farce Maître Pierre Pathelin أو Farce de Maître Pathelin) هي مسرحية فرنسية كتبت في القرن الخامس عشر (ما بين عامي 1456 و1460 على الأرجح)، كاتبها مجهول وهي من النوع الهزلي لمسرح القرون الوسطى، مكتوبة في الأصل باللغة الفرنسية.  كانت مسرحية  شعبية للغاية في وقتها، وأثرت لأكثر من قرن على المسرح الشعبي، ويمكن أن يُرى تأثيرها في أعمال فرانسوا رابليه على سبيل المثال.  عدد من من العبارات في نص المسرحية تحولت إلى أمثال شعبية في اللغة الفرنسية، بل أن عبارة (دعونا نعود إلى موضوع أغنامنا) أصبحت مثلا شائعا في لغة إنجليزية أيضا يقال عند استرسال بعض الحضور خارج الموضوع الأصلي للنقاش فيقال المثل للعودة لنقاش الموضوع الأصلي.

## ملخص المسرحية
تدور أحداث المسرحية عن شخصية بيير باتلين، وهو محام محلي في قريته لم يتم تأهيله علميا وليس لديه الكثير من العمل؛ بسبب ازدياد عدد المحامين المؤهلين في المنطقة. يعاني السيد باتلين من عدم امتلاكه لثياب جديدة ولا قدرة له على الشراء، يفكر بالحصول على قماش لبدلة جديدة من تاجر الأقمشة غوليوم بدون أن يدفع له مالا، يذهب لمحل غوليوم ويستطيع أخذ القماش بالحيلة، عند مطالبة غوليوم له بالمال يتظاهر بالجنون وتساعده زوجته، في الوقت نفسه يكون الراعي انيليه قد احتال على صاحب الأغنام التي يرعاها وهو السيد غوليوم بأكثر من عشربن خروفا ذبحها وباعها للجزارين، مدعيا لسيده بأنها تموت من الجدري، وعند اكتشاف السيد غوليوم لاحتيال راعيه عليه، يشتكيه في المحكمة وفي المحكمة يرى السيد غوليوم أن السيد باتلين هو محامي الراعي، فيبدأ بالحديث عن القماش والأغنام بشكل متداخل مضحك، يصل القاضي لقناعة مفادها أن السيد غوليوم يسخر من المحكمة، فيحكم ببراءة الراعي وأن يدفع السيد غوليوم مصاريف المحاكمة، تدبر السيدة غولميت زوجة باتلين خطة لإرغام السيد غوليوم على الموافقة والمباركة لزواج ابنه من ابنتها مستخدمة الحيلة أيضا.

## شخصيات المسرحية
- بيير باتلين: المحامي المحتال.
- غولميت باتلين: زوجة بيير باتلين.
- غوليوم جوسولم: تاجر الأقمشة البخيل.
- تيبو أنيليه: الراعي المحتال وخطيب كوليت.
- القاضي: قاضي المحكمة.
- كوليت: خادمة عند السيد باتلين وخطيبة الراعي أنيليه.
- فالير: ابن التاجر غوليوم والراغب في الزواج من ابنة السيد باتلين.
- هانرييت: ابنة السيد والسيدة باتلين.